# Düsseldorf-Derendorf (przystanek kolejowy)
Düsseldorf-Derendorf – przystanek kolejowy w Düsseldorfie, w dzielnicy Derendorf, w kraju związkowym Nadrenia Północna-Westfalia, w Niemczech; na przystanku zatrzymują się pociągi S-bahn.
| Düsseldorf-Derendorf          |  |                      |
| Linia Köln Hbf – Duisburg Hbf |  |                      |
| Düsseldorf Zoo                |  | Düsseldorf-Unterrath |